# Cairnsimyia verticalis
Cairnsimyia verticalis är en tvåvingeart som beskrevs av Mcalpine 1968. Cairnsimyia verticalis ingår i släktet Cairnsimyia och familjen myllflugor. Inga underarter finns listade i Catalogue of Life.